# Thomas Batliner
Pour les articles homonymes, voir Batliner.
 (janvier 2022).
Thomas Batliner (né le 3 avril 1959 à Coire) est un cavalier liechtensteinois de saut d'obstacles.

## Carrière
Batliner est le deuxième de quatre enfants et fils aîné de l'avocat, fiduciaire financier et collectionneur d'art liechtensteinois Herbert Batliner.
Grâce à son père, Batliner est en contact avec les sports équestres dans son enfance. À 13 ans, il participe à sa première compétition de saut d'obstacles. Au cours de sa carrière sportive, il effectue un grand nombre de tournois, ainsi que plusieurs championnats d'Europe. Il participe aux Jeux olympiques d'été de 1988 à Séoul, où il finit 43e. Il participe également aux Jeux équestres mondiaux de 1994 à La Haye et aux Championnats d'Europe de saut d'obstacles 1999 à Hickstead.
Batliner obtient une licence d'entraîneur en 1988 et est propriétaire du centre équestre Rhetaca à Mauren qu'il ouvre en septembre 1989. Entre 1995 et 2005, il est co-organisateur du CSI Mauren, qui a lieu au total huit fois durant cette période.

## Source de la traduction
- (de) Cet article est partiellement ou en totalité issu de l’article de Wikipédia en allemand intitulé « Thomas Batliner » (voir la liste des auteurs).